# Еміль Гікманн
Еміль Гікманн (нім. Emil Hickmann; 12 липня 1884, Пресбург — 10 жовтня 1968, Відень) — австро-угорський, австрійський і німецький офіцер, дипломований інженер, генерал-майор.

## Біографія
19 серпня 1905 року вступив у австро-угорську армію. Учасник Першої світової війни, після завершення якої продовжив службу в австрійській армії. Після аншлюсу 15 березня 1938 року автоматично перейшов у вермахт. 30 вересня вийшов у відставку. Після завершення Другої світової війни став віце-президентом Австрійського Чорного Хреста.

## Звання
- Лейтенант (18 серпня 1905)
- Гауптман артилерійського штабу (1 березня 1915)
- Майор (1 липня 1920)
- Титулярний оберст-лейтенант (1 січня 1921)
- Оберст інспекції сухопутних військ (20 липня 1928)
- Генерал-майор (25 червня 1935)

## Нагороди
- Ювілейний хрест
- Бронзова і срібна медаль «За військові заслуги» (Австро-Угорщина) з мечами
- Хрест «За військові заслуги» (Австро-Угорщина) 3-го класу з військовою відзнакою і мечами
- Орден Залізної Корони 3-го класу з військовою відзнакою і мечами
- Військовий Хрест Карла
- Залізний хрест 2-го класу
- Пам'ятна військова медаль (Австрія) з мечами
- Хрест «За вислугу років» (Австрія) 2-го класу для офіцерів (25 років)
- Пам'ятна військова медаль (Угорщина) з мечами
- Орден Заслуг (Австрія), офіцерський хрест (22 листопада 1937)
- Почесний хрест ветерана війни з мечами
- Золотий почесний знак «За заслуги перед Австрійською Республікою» (1957)
- Орден Оранських-Нассау (Нідерланди)
- Золота медаль Заслуг Австрійського Червоного Хреста